# Лугове (Миргородський район)
Лугове́ (раніше ще звалось Литвинівка) — село Миргородського району Полтавської області. Населення станом на 2001 рік становило 131 особу. Входить до Білоцерківської сільської об'єднаної територіальної громади з адміністративним центром у с. Білоцерківка.

## Географія
Село Лугове знаходиться на лівому березі річки Псел, вище за течією на відстані 2 км розташоване село Байрак, нижче за течією на відстані 1 км розташоване село Білоцерківка, на протилежному березі — село Дзюбівщина. До села примикає лісовий масив.
Віддаль до селища Велика Багачка — 14 км. Найближча залізнична станція Сагайдак — за 22 км.

## Історія
Село Лугове виникло в другій половині XIX ст. як хутір Білоцерківської волості Хорольського повіту Полтавської губернії.
На карті 1869 року поселення було позначене як хутір Литвинівка.
За переписом 1900 року хутір Литвинівка Білоцерківської волості Хорольського повіту Полтавської губернії належав до Огирівської козацької громади. Він мав 10 дворів, 65 жителів.
У 1912 році в хуторі Литвинівка було 272 жителя.
У січні 1918 року в селі розпочалась радянська окупація.
Від 1923 до 1930 року село входило до Білоцерківського району Полтавської округи, після розформування району увійшло до складу новоутвореного Великобагачанського району.
З 14 вересня 1941 по 22 вересня 1943 року Лугове було окуповане німецько-фашистськими військами.
Село входило до Білоцерківської сільської ради Великобагачанського району.
13 серпня 2015 року шляхом об'єднання Балакліївської, Білоцерківської, Бірківської та Подільської сільських рад Великобагачанського району була утворена Білоцерківська сільська об'єднана територіальна громада з адміністративним центром у с. Білоцерківка.

## Економіка
- Молочно-товарна ферма

## Пам'ятки історії
- Поблизу села знаходиться Байраківський заказник — ландшафтний заказник місцевого значення